# Tyler Lorenzen

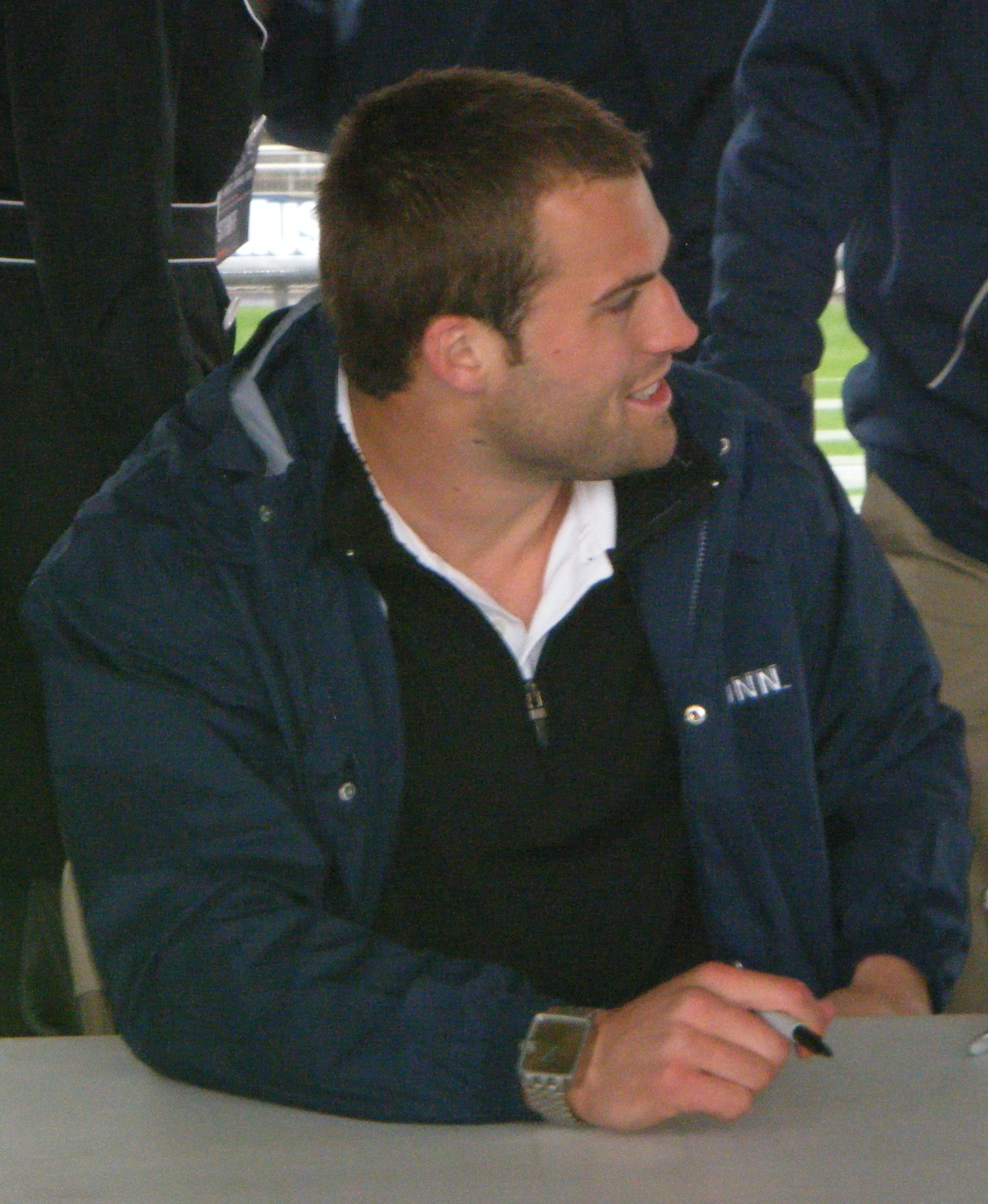
Tyler Lorenzen em 2010

Tyler Lorenzen é um jogador profissional de futebol americano estadunidense que foi campeão da temporada de 2009 da National Football League jogando pelo New Orleans Saints.